# Moenkhausia simulata
Moenkhausia simulata és una espècie de peix de la família dels caràcids i de l'ordre dels caraciformes.

## Morfologia
- Els mascles poden assolir 7,2 cm de llargària total.
- Nombre de vèrtebres: 34-35.[5]

## Hàbitat
Viu a àrees de clima tropical.

## Distribució geogràfica
Es troba a Sud-amèrica, a les conques dels rius Amazones, Pachitea i Maroni.